# Conde Anselme Popinot
Anselme Popinot é um personagem da Comédia Humana de Honoré de Balzac. 
Fiel empregado de César Birotteau, ele é secretamente apaixonado pela filha daquele. Primo do médico Horace Bianchon, ele inventou um óleo encefálico, a base de uma essência de noz cujo comércio se revelará um imenso sucesso, graças, notadamente ao trabalho de vendas de Félix Gaudissart. Quando seu patrão cai em falência em 1819, seu antigo funcionário o ajudará a reembolsar suas dívidas e a ser reabilitado em 1823. Ele dará, em homenagem a seu ilustre predecessor, um baile em que este morrerá brutalmente, ao saber que seu nome fora reabilitado.
Anselmo se casa com sua amada. Com a revolução de 1830 ele tem grande sucesso na política, ascendo a vários cargos importantes, como secretário de Estado, sendo, finalmente, feito conde e par da França.